# Šihanov sindrom
Šihanov sindrom je sindrom koji karakteriše akutna nekroza prednjeg režnja hipofize i hipopituitarizam, za vreme ili posle porođaja. Sindrom je dobio naziv po Haroldu Šihanu.

## Patofiziologija
Osnovni uzrok oštečenja je nedovoljna opskrba kiseonikom osetljivih ćelija prednjeg režnja hipofize. Tokom trudnoće dolazi do povećanja prednjeg režnja hipofize (adenohipofiza) kao posledica hipertrofije i hiperplazije laktotropnih ćelija, bez pratećeg povećanja u opskrbi krvlju. Uz to, portalni venski krvotok niskog pritiska opskrbljuje prednji režanj hipofize, dok je zadnji režanj hipofize (neurohipofiza) opskrbljen krvlju direktno iz arterija.
Značajnije krvarenje ili hipotenzija za vreme porođaja može dovesti do ishemije ćelija prednjeg režnja hipofize i njihove nekroze. Zadnji režanj je obično nezahvaćen, zbog direktne adekvatne opskrbe krvlju iz arterija.

## Simptomi
Nekroza može zahvatiti čitavi prednji režanj ili samo određene regije i zavisno od toga dolazi do prestanka lučenja svih ili samo određenih hormona. Zavisno od toga koji se hormoni prednjeg režnja prestanu lučiti dolazi do pojave određenih simptoma. Simptomi zbog nedostatka hormona obično se javljaju vrlo rano i otkriju se ili na temelju kliničke slike ili analizom nivoa hormona hipofize.

## Lečenje
U nekim blažim slučajevnima dolazi do spontanog opravka lučenja hormona, a lečenje se provodi nadoknadom hormona hipofize kao i u ostalim slučajevima hipopituitarizma.

## Literatura
- Kaufman, Matthew; Stead, Latha; Holmes, Jeane; Schachel, Priti (19. 11. 2010). „Pituitary (Hypoestrogenic Amenorrhea)”. First Aid for the Obstetrics and Gynecology Clerkship (3. изд.). McGraw-Hill Medical. стр. 226. ISBN 978-0-07-163419-9.

## Spoljašnje veze
- 617611278

|  | Molimo Vas, obratite pažnju na važno upozorenje u vezi sa temama iz oblasti medicine (zdravlja). |